# Il reporter
Il reporter (The Reporter) è una serie televisiva statunitense in 13 episodi trasmessi per la prima volta nel corso di una sola stagione nel 1964.

## Trama
Danny Taylor è un reporter del quotidiano New York Globe di New York ed è sempre alla ricerca di notizie interessanti da pubblicare in prima pagina.

## Personaggi
- Danny Taylor (13 episodi, 1964), interpretato da	Harry Guardino.
- Lou Sheldon (13 episodi, 1964), interpretato da	Gary Merrill, il capocronista.
- Artie Burns (13 episodi, 1964), interpretato da	George O'Hanlon, tassista e amico di Danny.
- Roseanne (2 episodi, 1964), interpretata da	Anne Francis.
- detective tenente Lee Roberts (2 episodi, 1964), interpretato da	Roy Thinnes.
- Ike Dawson, interpretato da Remo Pisani, barista del Press Box, luogo del dopolavoro della redazione del New York Globe.

## Guest star
Nick Adams, Eddie Albert, Edward Asner, Dyan Cannon, Richard Conte, Herb Edelman, James Farentino, Anne Francis, Frank Gifford, Arthur Hill, Shirley Knight, Jack Lord, Archie Moore, Simon Oakland, Warren Oates, Claude Rains, Paul Richards, Robert Ryan, Pippa Scott, William Shatner, Barry Sullivan, Roy Thinnes, Daniel J. Travanti, Franchot Tone, Rip Torn, Jessica Walter, Efrem Zimbalist Jr.

## Produzione
La serie fu prodotta da Richelieu Productions e girata a New York.

### Registi
Tra i registi della serie sono accreditati:
- Tom Gries (2 episodi, 1964)
- Paul Stanley (2 episodi, 1964)

## Distribuzione
La serie fu trasmessa negli Stati Uniti nel 1964 sulla rete televisiva CBS. 
In Italia è stata trasmessa con il titolo Il reporter.

## Episodi
| Stagione       | Episodi | Prima TV USA |
| -------------- | ------- | ------------ |
| Prima stagione | 13      | 1964         |